# Giovanni Battista de Rossi
Giovanni Battista de Rossi (ur. 23 lutego 1822 w Rzymie, zm. 20 września 1894 w Castel Gandolfo) – włoski archeolog, badacz katakumb, nazwany „ojcem archeologii chrześcijańskiej”, odkrywca katakumb św. Kaliksta przy Via Appia w Rzymie. Zajmował się również epigrafiką – badał inskrypcje odnalezione w katakumbach. Badał Kodeks Amiatyński. Od 1877 był członkiem zagranicznym Królewskiej Holenderskiej Akademii Sztuk i Nauk. W 1886 odznaczony został Pour le Mérite za Naukę i Sztukę.